# Čuhuïv
Čuhuïv (in ucraino Чугуїв?; in russo Чугуев?, Čuguev) è una città (31 018 abitanti) situata nel distretto di Čuhuïv, nell'Oblast' di Charkiv, in Ucraina. Ospita l'amministrazione del distretto di Čuhuïv e della comunità territoriale di Čuhuïv, una delle comunità territoriali dell'Ucraina.
Fino al 18 luglio 2020 Čuhuïv era classificata come città di rilevanza regionale e apparteneva al comune di Čuhuïv, ma non al distretto di Čuhuïv, anche se costituiva il centro amministrativo del distretto. Come parte della riforma amministrativa dell'Ucraina, che ha ridotto a sette il numero dei distretti dell'oblast' di Charkiv, la città è stata inclusa nel distretto di Čuhuïv.
Čuhuïv è stata fondata tra il 1540 ed il 1548. ed è sede della 92ª Brigata meccanizzata "Atamano Ivan Sirko" dell'esercito ucraino.